# Леваковская, Евгения Владимировна
Евгения Владимировна Леваковская (род. 10 (23) февраля 1914 года, Санкт-Петербург — 7 апреля 1982 года, Москва) — российская советская писательница.

## Биография

### Образование
Училась в Литинституте им. М. Горького (1939—41), откуда ушла осенью 1941 года на оборону Москвы, а затем санитаркой на фронт. За оборону Москвы была награждена Орденом Трудового Красного Знамени. Войну закончила в 1944 году, после двух тяжелых ранений.

## Карьера
Первые произведения Е. В. Леваковской посвящены Монголии, в которой она жила со своим мужем, военным советником при российском посольстве: «Монгольские новеллы» (1936, журнал «Новый мир»), повести «Кочуй счастливо!..» (1937), «Степь» (1938) и др. Судьба мужа после 1938 года неизвестна.
Опубликовала несколько сборников военных рассказов: «Ветер встречают грудью» (1943), «У нас в роте» (1954), «Впереди счастье» (1958), «В добрый путь» (1958) и др., а также роман об обороне Москвы зимой 1941 года «Первая зима» (1952). Романы «На прошлой неделе» (1961), «Сентябрь — лучший месяц» (1964), «Степень надёжности» посвящены жизни современной творческой молодежи.
Роман «Нейтральной полосы нет» (1976) — детектив, рассказывающий о работе следователей московской милиции. Удостоен поощрительной премии Всесоюзного литературного конкурса Министерства внутренних дел СССР, Союза писателей СССР и Госкомиздата СССР, посвященного 60-летию советской милиции (1977 г.). Роман переиздавался много раз.
Леваковская так же занималась переводами с башкирского и татарского языков: роман Мухаммета Магдеева «Большая земля под крылом» (1974, «Современник»), роман Шакира Янбаева «Голубой шатёр» (1977, «Современник») и др. Много лет была влиятельным членом редколлегии журнала «Москва» и преподавала в Литинституте.
Леваковская умерла после тяжелой и продолжительной болезни, будучи полностью парализованной.

## Награды
Была награждена Орденом Трудового Красного Знамени, Орденом Красного Знамени и несколькими медалями. Член Союза писателей СССР.